# 四明银行
四明银行是中国近代的一家商业银行。
1908年（清光绪三十四年）农历八月十六，由旅沪宁波商人袁鎏、朱佩珍、吴传基、李厚垣、方舜年、严义彬、叶璋、周晋镳、虞洽卿、陈薰十人发起创立的四明银行在上海正式成立（初名定为四明商业银行，后改名为四明商业储蓄银行，简称四明银行）。总行设于宁波路江西路口，创立之初，规定资本150万两，先收一半，任命周晋镳为总董，陈薰为总理，虞洽卿为协理。四明银行是较早创办的一所中国商办新式银行。该行初期即发行钞票，流通于上海、汉口、宁波、温州等地。
1910年橡皮风潮后，孙衡甫出任董事长兼总经理，大量投资于房地产，获利甚多。1921年，总行迁入上海北京路240号（江西路口西北角）三层大厦，与东北角230号的浙江兴业银行相对峙。
1935年挤兑风潮后，改组为“官商合办”，加入大量“官股”，成为“小四行”（四明银行、中国通商银行、中国实业银行、中国国货银行）之一，并由财政部税务署署长吴启鼎兼任董事长。1942年总行迁重庆，战后返回上海。
1947年5月，吴启鼎因中饱私囊，以及豪赌造成巨额亏空，被财政部撤职。
该行设有上海、宁波、汉口、南京、重庆、成都、西安7个分行，苏州、杭州、绍兴、南市、西区等11个支行。其中汉口分行成立于1919年，到1930年代在江汉路购买了格非堂原址，兴建了7层银行大楼。南京分行成立于1930年。重庆、成都、西安分行均成立于抗日战争期间。
1949年以前，官股已占到95％以上。1949年以后，官股由中华人民共和国政府接管。1952年12月，与其他银行、钱庄合并组成公私合营银行，由公私合营银行联合总管理处管理，1958年统一的公私合营银行并入中国人民银行。